# Watoro
Mit dem Swahili-Wort Watoro (Singular mtoro), abgeleitet von dem Verb kutoroka für „weglaufen“, wurden entlaufene Sklaven in Ostafrika im 19. Jahrhundert bezeichnet.
Gemeinden von Watoro entstanden vor allem in Zeiten, in denen die mit Sklaven betriebene Plantagenwirtschaft ausgeweitet wurde. So entstand die bedeutende Siedlung von Makorora in Tansania im Kontext einer Ausweitung des Zuckeranbaus in Pangani. Auch im nördlichen Hinterland von Tanga soll es eine größere Watoro-Gemeinschaft gegeben haben.
In Kenia gab es eine größere Zahl von Watoro in Witu auf der Insel Lamu. Im Süden Somalias ließen sich von den Plantagen an der Küste entflohene Sklaven im abgelegenen Gebiet Gosha im Tal des Jubba nieder. Sie wurden historisch ebenfalls als Watoro bezeichnet, heute sind sie als somalische Bantu bekannt.